# Paramorsimus acutelaminatus
Paramorsimus acutelaminatus is een rechtvleugelig insect uit de familie sabelsprinkhanen (Tettigoniidae). De wetenschappelijke naam van deze soort is voor het eerst geldig gepubliceerd in 1895 door Brunner von Wattenwyl.